# 勒内·雅里-德洛热
勒内·雅里-德洛热（法語：René Jarry-Desloges，1868年2月1日—1951年6月1日），法国 业余天文学家，曾建立自己的天文台。
他观测了行星，并且声称证实了乔凡尼·斯基亚帕雷利给出的的水星旋转周期值。 然而，1965年的雷达观测表明，他们的值都是错误的。

## 奖项和荣誉
1914年，他获得了法国科学院的让森奖章。 1921年，他获得了法国天文学会的最高奖 朱尔·让森奖。
火星上的一个撞击坑以他的名字命名。